# Végétation naturelle potentielle
La végétation potentielle est la végétation qu'on supposerait (sur des bases scientifiques, généralement phytosociologiques) présente dans un milieu naturel, s'il n'avait pas subi d'influence anthropique significative.

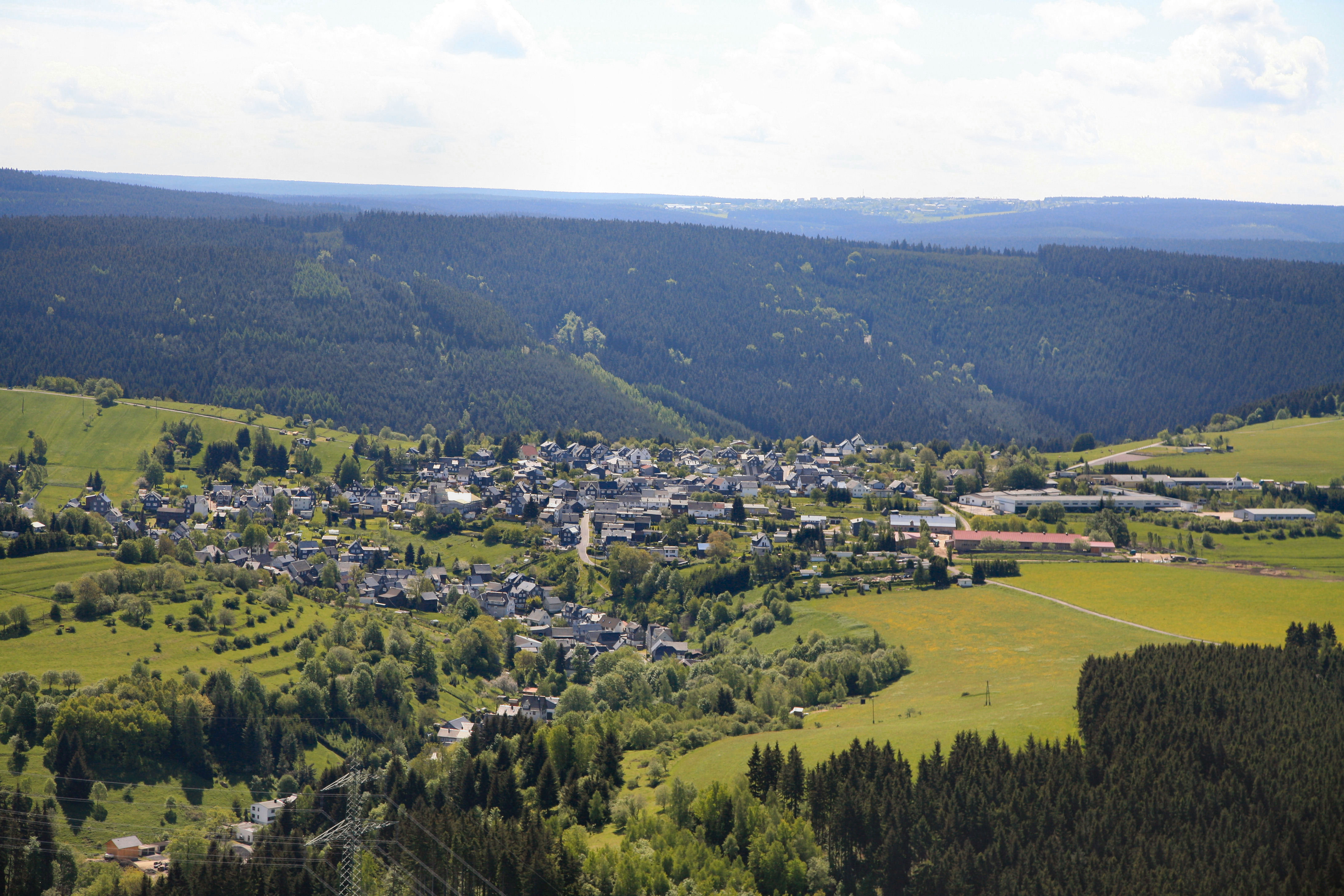
L'enrésinement d'une grande partie de l'Europe et de l'Asie date parfois de plusieurs siècles. Ce type de forêt est perçu par une partie du public comme naturelle, mais ne correspond pas à la végétation naturelle potentielle

Cette notion est proche de celles de climax et de naturalité. Un certain nombre d'indices laissent penser que le respect de la végétation potentielle et de la biodiversité (à une échelle suffisante) est très favorable à une meilleure résilience écologique des milieux face aux aléas.

## Cartes de végétation potentielle
Ce sont des cartes de végétation qui peuvent être dressées, pour toutes les échelles de paysage, par les phytosociologues sur la base de l'étude actuelle et passée de la végétation naturelle, et en fonction des données biogéographiques, incluant donc la géologie et de la pédologie, ainsi que l'étude des paléoenvironnement (sur la base notamment des analyses de bois anciens ou de pollens fossiles conservés dans les tourbes ou sédiments).
Ces cartes peuvent être précisées pour un type de végétation (Par exemple carte de végétation forestière potentielle).
Il est probable que le développement des marqueurs moléculaires et de l'ADN permettra dans le futur de produire des cartes plus précises.
Les cartes de synthèse représentent les espèces et essences dominantes, au stade climacique.

## Histoire
C'est le Pr Reinhold Tuexen (1899 - 1980), cofondateur et directeur de l'Institut fédéral allemand de cartographie de la végétation qui a fondé ce concept en Europe. L'une des premières cartes de ce type, en zone francophone a été réalisée sur des bases phytosociologiques par le Pr Jean-Marie Géhu pour le Centre régional de phytosociologie de Bailleul (devenu Conservatoire botanique national), pour le Nord de la France.
P. Ozenda et M. J. Lucas ont ensuite, en 1985-1986, dessiné une carte de la végétation potentielle de la France au 1/1500000 pour préparer la seconde édition de la carte de la végétation au 1/ 3000000 des pays membres du Conseil de l’Europe et de la carte de la végétation au 1/ 2500000 du continent européen, qu'on peut par exemple comparer à la carte de la végétation de la France et Corse faite par G. Dupias, Henri Gaussen, M.
Izard et P. Rey, ou aux cartes Corine Land Cover décrivant pour l'Europe l’occupation du sol.

## Utilisation
Ces cartes sont utiles et nécessaires à l'évaluation de la valeur intrinsèque d'un milieu, du point de vue de sa naturalité notamment. 
Elles servent aussi à améliorer ou orienter la gestion et la restauration de la biodiversité et des milieux naturels. 
Elles servent enfin parfois à affiner les études d'impacts de grands travaux, et à orienter les mesures conservatoires et compensatoires.
Elles ont permis de montrer que de nombreuses forêts contemporaines qu'on croirait peu marquées par l'Homme, étaient en fait (surtout en zone tempérée de l'hémisphère nord) très éloignées de la végétation naturelle. Même en zone équatoriale, les cacaoyers ou citronniers trouvés en forêt pourraient y avoir été introduit par l'Homme il y a déjà plusieurs dizaines de siècles ou plus de deux millénaires.
Il a été suggéré à partir des années 1990 au moins que les cartes de végétation potentielle pourraient aider à fixer des cibles pour le bon état écologique et des objectifs de naturalité de gestion durable des forêts, mais cette proposition a ses détracteurs, qui estiment que cela est impossible, car le concept de végétation naturelle potentielle s'oppose selon eux (comme la notion théorique de climax introduite en 1885 par Hult et notamment reprise par Clements et ensuite souvent controversé et parfois remplacé par celui de Végétation naturelle potentielle, par Tüxen par exemple) au principe de dynamique des écosystèmes, d'autres enfin suggérant une utilisation plus transparente du concept
Elles peuvent être croisées avec d'autres cartes (par exemple en France avec des cartes de sol, de pédopaysage et de géologie et géomorphologie, pour produire une carte d'écosystèmes) ou pour produire des cartes ou typologies de stations forestières.

## Conséquences
Akira Miyawaki a par exemple montré au Japon que des essences que les forestiers croyaient natives ne l'étaient en fait pas toutes et qu'un enrésinement important des forêts a eu lieu, par l'Homme, depuis près de 1 000 ans ou un peu moins dans la plupart des cas.
Plus récemment on a constaté que les forêts de Slovénie habituellement jugées particulièrement « sauvages » présentaient en fait un taux d'enrésinement de 48/52 au lieu des 20/80 attendus.
Dans ces derniers cas, les propriétaires (privés ou publics) ont dès le Moyen Âge modifié la composition des essences, notamment en introduisant des résineux en plaine et basse montagne alors qu'ils ne poussaient (sauf l'if) que sur des milieux extrêmes (altitude, zone circum polaire..). Ceci s'est fait au détriment des feuillus à croissance lente, dont le chêne.